# Josefa Schellmoser
Josefa Schellmoser (n. 30 decembrie 2002) este o sportivă ce a reprezentat Germania. A participat la competiții asociate Jocurilor Olimpice în care a câștigat o medalie de argint.

## Participări
Lista de mai jos prezintă principalele competiții la care a participat Josefa Schellmoser de-a lungul carierei.
- Jocurile Olimpice de iarnă pentru tineret din 2020[*][2]